# Gino Sarfatti
Gino Sarfatti né le 16 septembre 1912 à Venise et mort le 6 mars 1985 à Griante, est un designer industriel italien. Il est considéré comme l'un des plus importants concepteurs de lampes et de lampes du XXe siècle.

## Biographie
Gino Sarfatti est l'aîné de trois frères nés dans une famille de la bourgeoisie commençante aisée. Son père est juif (parent de Margherita Sarfatti, l'amante de Mussolini) et sa mère catholique. 
Après des études classiques, il fréquente l'Université de Gênes où il étudie le génie aéronautique. En raison de problèmes financiers, il abandonne ses études et travaille comme vendeur de verrerie à la société Lumen à Milan où sa famille s'est installée en 1935. Il définit son engagement comme un éclairage rationnel.

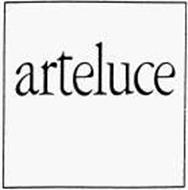
Logo de Arteluce

À partir de 1939, il travaille dans le domaine de la technologie d'éclairage et fonde la société Arteluce (Arteluce Società Anonima AL). L'objet social de la société est la fabrication de luminaires, d'appliques d'éclairage, de composants de meubles ainsi que l'étude et la création de meubles. Dès le départ, les lampes n'ont pas de nom mais sont identifiées par un numéro progressif au sein de leur catégorie. 
Au cours de la Seconde Guerre mondiale et après les premiers bombardements sur Milan, la famille et l'activité de production sont décentralisées près de Lecco. Pour échapper aux persécutions raciales, il s’enfuit en Suisse où il vit dans un couvent de religieuses à Neggio près de Lugano. Pendant les années de guerre, Arteluce reste active, dans les limites permises par l'époque, confiée à un procurateur.
À son retour à Milan en 1946, il ouvre un petit atelier dans un appartement aménagé sous sa maison temporaire et l'activité prend immédiatement de l'importance : la première fourniture navale a lieu en 1949. Alors qu'il se consacre à la reconstruction de sa société Arteluce, plusieurs jeunes designers italiens tels que Franco Albini, Gianfranco Frattini, Vittoriano Vigano, Marco Zanuso, Sergio Asti, BBPR, Cini Boeri, Pieter De Bruyne, Gregotti - Meneghetti - Stoppino , Edoardo Gellner, Vito Latis, Ico. Parisi, Santi et Boracchia, Massimo Vignelli, Antonio Macchi Cassia et Paolo Rizzatto. En plus de produire des lampes de Gino Sarfatti, estimées à environ 600, Arteluce crée et commercialise des luminaires ainsi conçus par certains des plus grands architectes et designers de l'époque. 
Toujours en 1949, il entre dans la nouvelle usine, acquise avec des fonds de la famille de sa femme et qui restera le seul site de production de l'entreprise.
En 1950, avec le frère de sa femme, il fonde à Rome la société ArCon - Arredamento Contemporaneo  qui commercialise des marques de meubles et connaît un succès immédiat, jusqu'à ce qu'il vende sa part en raison des besoins familiaux.
Il remporte de nombreux prix internationaux dont le Compasso d'Oro en 1954 et 1955, avec les modèles 559 et 1055 .
En décembre 1973, année où il remporte la médaille d'or à la XVe Triennale de Milan, il vend l'entreprise qui n'est plus opérationnelle aujourd'hui. En 1974, il se retire à Griante di Cadenabbia où il reçoit des visites de chercheurs : la dernière rencontre a eu lieu quelques jours avant sa mort en 
Gino Sarfatti meurt le 6 mars 1985, frappé d' un accident vasculaire cérébral, alors qu'il préparait la grande exposition au Centre Georges Pompidou de Paris : lumières je pense à vous. L'invité Jean François Grunfeld le décrit comme l« e plus grand créateur de lampes du 20e siècle ». 
Son luminaire de 1939, inspiré du cosmos, qu'il appellera Fuoco d’Artificio (« feu d’artifice ») et dont la forme reste associée au premier satellite soviétique Spoutnik lancé dans l’espace en 1957, est régulièrement réédité. Le plafonnier 1063 de Sarfatti datant de 1954 est ajouté à la collection par le Museum of Modern Art. Ses plus prestigieuses productions figurent dans des musées, des salles de spectacle, des lieux de culte, sur des paquebots ou dans ses théâtres, partout dans le monde.

## Référence
- (de) Cet article est partiellement ou en totalité issu de l’article de Wikipédia en allemand intitulé « Gino Sarfatti » (voir la liste des auteurs).

- (it) Cet article est partiellement ou en totalité issu de l’article de Wikipédia en italien intitulé « Gino Sarfatti » (voir la liste des auteurs).

- Source : « Biografia di Sarfatti  » in atcasa.corriere.it

1. ↑  « Biographie », sur Flos (consulté le 17 octobre 2019)
2. ↑  « Arteluce », sur Astéri (consulté le 17 octobre 2019)